# Municipio de Scandia (Dakota del Norte)
El municipio de Scandia (en inglés: Scandia Township) es un municipio ubicado en el condado de Bottineau en el estado estadounidense de Dakota del Norte. En el año 2010 tenía una población de 46 habitantes y una densidad poblacional de 0,4 personas por km².

## Geografía
El municipio de Scandia se encuentra ubicado en las coordenadas 48°56′48″N 100°46′29″O / 48.94667, -100.77472. Según la Oficina del Censo de los Estados Unidos, el municipio tiene una superficie total de 113.6 km², de la cual 113,6 km² corresponden a tierra firme y (0 %) 0 km² es agua.

## Demografía
Según el censo de 2010, había 46 personas residiendo en el municipio de Scandia. La densidad de población era de 0,4 hab./km². De los 46 habitantes, el municipio de Scandia estaba compuesto por el 93,48 % blancos y el 6,52 % eran de una mezcla de razas. Del total de la población el 0 % eran hispanos o latinos de cualquier raza.